# Affonso Felippe Gregory
Affonso Felippe Gregory (Estrela, 6 febbraio 1930 – Porto Alegre, 6 agosto 2008) è stato un vescovo cattolico brasiliano.

## Biografia
Affonso Felippe Gregory nacque a Estrela il 6 febbraio 1930.

### Formazione e ministero sacerdotale
Compì gli studi ecclesiastici presso il seminario "San Giuseppe" di Gravataí dal 1942 al 1949, il seminario "Nostra Signora della Concezione" di São Leopoldo dal 1950 al 1952 e la Pontificia Università Gregoriana a Roma dal 1952 al 1956 concludendoli con la licenza in teologia.
Il 25 febbraio 1956 fu ordinato presbitero per l'arcidiocesi di Porto Alegre. Nel 1960 ottenne la laurea in scienze sociali all'Università Cattolica di Lovanio. Tornato in patria fu parroco di São Carlos, nell'arcidiocesi di Porto Alegre, dal 1961 al 1962; professore di sociologia al seminario di Viamão; membro dell'équipe di riflessione teologico-pastorale del Consiglio episcopale latinoamericano dal 1956 al 1980 e primo direttore esecutivo del Centro di statistica religiosa e indagini sociali dal 1963 al 1980. Quest'ultima è un'istituzione della Conferenza episcopale creata con l'obiettivo di contribuire a una presenza più significativa della Chiesa cattolica nella società con studi, ricerche e anche azioni che favoriscano lo sviluppo della sua azione pastorale e sociale.
Fu anche esperto della II conferenza generale dell'episcopato latinoamericano che ebbe luogo a Medellín dal 28 agosto al 6 settembre 1968, membro del comitato per lo sviluppo e la popolazione dell'Organizzazione degli Stati americani dal 1968 al 1970 e consultore del Pontificio consiglio "Cor Unum" dal 4 aprile 1977.

### Ministero episcopale
Il 2 agosto 1979 papa Giovanni Paolo II lo nominò vescovo ausiliare di Rio de Janeiro e titolare di Drusiliana. Ricevette l'ordinazione episcopale il 12 ottobre successivo a Rio de Janeiro dal cardinale Eugênio de Araújo Sales, arcivescovo metropolita di Rio de Janeiro, co-consacranti il vescovo di Nova Iguaçu Adriano Mandarino Hypólito e quello di Barra do Piraí-Volta Redonda Waldyr Calheiros de Novais.
Il 16 luglio 1987 lo stesso pontefice lo nominò primo vescovo della nuova diocesi di Imperatriz. Prese possesso della diocesi il 20 settembre successivo.
Monsignor Gregory ebbe un ruolo determinante nello sviluppo della Chiesa cattolica in America latina, in particolare nei rapporti tra i paesi di questa area e le opere di carità episcopali. Lavorò a stretto contatto con Adveniat, l'organizzazione di beneficenza per l'America Latina della Chiesa cattolica in Germania.
Condusse una campagna per i diritti umani nella sua diocesi di Imperatriz. La città era considerata una roccaforte degli omicidi a contratto, delle cosiddette "aste delle vergini" e della prostituzione minorile. Per queste opere ha ricevuto minacce di morte.
In seno alla Conferenza nazionale dei vescovi del Brasile fu presidente della regione Est I, membro del comitato promotore della Pontificia Università Cattolica di Rio de Janeiro, responsabile del settore per la pastorale sociale dal 1983 al 1990.
Nell'ambito del Consiglio episcopale latinoamericano fu membro del dipartimento di azione sociale e dell'équipe di riflessione teologico-pastorale.
Fu anche presidente del Centro di statistica religiosa e indagini sociali dal 1981, presidente della Cáritas Brasileira dal 1983 al 1990 e presidente di Caritas internationalis dal 1991 al 1999.
Il 3 agosto 2005 papa Benedetto XVI accettò la sua rinuncia al governo pastorale della diocesi per raggiunti limiti di età.
Malato di leucemia da due anni, morì presso l'ospedale "Madre di Dio" di Porto Alegre alle 20:30 del 6 agosto 2008 all'età di 78 anni. Le esequie si tennero il 9 agosto nella cattedrale di Nostra Signora di Fatima a Imperatriz. Al termine del rito fu sepolto nello stesso edificio.
Gli è intitolato il ponte che collega le città di Imperatriz, nello stato di Maranhão, a São Miguel do Tocantins, in quello di Tocantins, inaugurato nel 2010.

## Opere
- con Jaime Dorselaer, La urbanizacion en America Latina, Centro Internacional de Investigaciones Sociales, 1962,  pp. 2 v., 192; 98.
- A igreja no Brasil, Rio de Janeiro, Feres, 1965,  p. 227.
- con Gustavo Pérez e François Lepargneur, O problema sacerdotal no Brasil, Rio de Janeiro, Feres, 1965,  p. 205.
- Aspectos da prática dominical de Macieó, Rio de Janeiro, Centro de Estatística Religiosa e Investigações Sociais, 1966,  p. 104.
- A paróquia ontem, hoje e amanhã, Petrópolis, Ed. Vozes, 1967,  p. 152.
- Comunidades eclesiais de base. Utopia ou realidade, Rio de Janeiro, Centro de Estatística Religiosa e Investigações Sociais, 1973,  p. 189.
- con M. Bevenot, Comunità ecclesiali di base utopia o realtà, Assisi, Cittadella Editrice, 1977,  p. 189.
- con Maria A. Ghisleni, Chances e desafios das comunidades eclesiais de base, Petrópolis, Vozes, 1979,  p. 86.
- Promovendo a justiça e a caridade: Síntese das atividades do primeiro mandato como presidente da Cáritas Internacional 1991-1995, Imperatriz, Ética Ed., 1996,  p. 133.
- con Fátima Bayma de Oliveira, Desafios da gestão pública de segurança, Rio de Janeiro, FGV Editora, 2009,  p. 281, ISBN 978-8522507214.

## Genealogia episcopale
La genealogia episcopale è:
- Cardinale Scipione Rebiba
- Cardinale Giulio Antonio Santori
- Cardinale Girolamo Bernerio, O.P.
- Arcivescovo Galeazzo Sanvitale
- Cardinale Ludovico Ludovisi
- Cardinale Luigi Caetani
- Cardinale Ulderico Carpegna
- Cardinale Paluzzo Paluzzi Altieri degli Albertoni
- Papa Benedetto XIII
- Papa Benedetto XIV
- Papa Clemente XIII
- Cardinale Marcantonio Colonna
- Cardinale Giacinto Sigismondo Gerdil, B.
- Cardinale Giulio Maria della Somaglia
- Cardinale Carlo Odescalchi, S.I.
- Cardinale Costantino Patrizi Naro
- Cardinale Lucido Maria Parocchi
- Arcivescovo Adauctus Aurélio de Miranda Henriques
- Arcivescovo Moisés Ferreira Coelho
- Arcivescovo José de Medeiros Delgado
- Cardinale Eugênio de Araújo Sales
- Vescovo Affonso Felippe Gregory